# Туве Ло
Еба Туве Елза Нилсон (на английски: Ebba Tove Elsa Nilsson), по-известна като Туве Ло, е шведска певица и автор на песни.

## Биография

### 1987 – 2006: Ранен живот
Ебба Туве Елза Нилсон е родена на 29 октомври, 1987 г. в Стокхолм, Швеция. Майка и е психолог, а баща и е бизнесмен. Има един по-голям брат.

### 2006 – 2013: Първи професионални стъпки
От началото на 2006 г. Ебба Тов Елза Нилсън започва да работи под псевдонима, Ebba, преди да смени името към края на годината. Нилсън получава обаждания от Бьорн Улвеус от музикалната груба АББА, който ѝ предлага да си смени псевдонима заради приликата с името на групата.

### 2013 – 2015: Пробив на музикалната сцена сQueen of the Clouds
Ло подписва договор с Island и Polydor през 2014. Ло след това пресасочва вниманието си към международна кариера като певица. След първите си концерти в Обединеното Кралство и САЩ получава признание от критиците.
Дебютният ѝ EP излиза на 3 март 2014 г. който достига 13-а позиция в Швецките класации. От EP-то излиза и сингълът „Habits (Stay High)“. Ремиксът на песента от Американското дуо Hippie Sabotage, преименуван „Stay High“, прави пробива на международната кариера на Ло. Дебютният и студиен албум, озаглавен „Queen of the Clouds“ излиза на 24 септември 2014 г. и получава позитивни отзиви от критиците. Албумът влиза в класацията Billboard 200 от 14-о място с 19 000 продадени копия в първата седмица. Достига 17-о място в Обединеното Кралство и 6-о място в Швеция където получава златен сертификат за 40 000 продадени копия. От албума излизат 3 международни сингла. Пилотният „Habits (Stay High)“ получава комерсиален успех и достига 3-то място в Billboard Hot 100.

### 2016 – 2018:Lady Wood и Blue Lips
На 4 август 2016 г. излиза първият сингъл от втория албум на певицата, озаглавен „Cool Girl“. На следвашия ден Ло обявява че името на албума ще бъде „Lady Wood“ и че ще изезе на 28 октомври 2016 г.
След излизането на албума излиза и един късометражен филм включващ видеоклиповете от първия част на албума „Fairy Dust“. Песента True Disaster, е изпратен на американските радиа на 15 ноември като втори сингъл от албума.

## Личен живот
Туве Ло, която е бисексуална, сключва брак с приятеля си Чарли Туодъл през 2020 г.

## Дискография
- Queen of the Clouds (2014)
- Lady Wood (2016)
- Blue Lips (2017)
- Sunshine Kitty (2019)
- Dirt Femme (2022)

## Турнета
Самостоятелни
- Queen of the Clouds Tour (2015)
- Lady Wood Tour (2017)
- Sunshine Kitty Tour (2020)

Като отварящ изпълнител
- Katy Perry – Prismatic World Tour (2014)
- Maroon 5 – Maroon V Tour (2016)
- Coldplay – A Head Full of Dreams Tour (2017)